# Horní Konec
Horní Konec je osada, součást obce Hladov v okrese Jihlava v kraji Vysočina. Nachází se asi 7 km jihovýchodně od Stonařova a asi 21 km jižně od centra Jihlavy. Svůj název dostala osada podle toho, že na sever od ní již Hladov dál nepokračuje. Od zástavby vlastního Hladova je Horní Konec oddělen 200 m dlouhým volným prostorem.
Horním Koncem prochází silnice I/38. Až na dům čp. 37 jsou všechny domy na západní straně hlavní silnice. Celkem je zde registrováno devět čísel popisných: 13, 14, 15, 37, 38, 58, 59, 68 a 73. Domy č. 13, 14 a 15 stály již na konci 18. století, tehdy však osada ještě neměla název.